# Otto Klingelhöffer
Otto Georg Friedrich Klingelhöffer (* 11. Januar 1812 in Dorheim (Friedberg); † 1. Januar 1903 in Darmstadt) war ein deutscher Verwaltungsbeamter.

## Leben
Als Sohn eines Stadt- und Amtsschultheißen und Vetter von Wilhelm Klingelhöffer geboren, studierte Otto Klingelhöffer nach dem Besuch des Gymnasiums in Hanau Rechtswissenschaften und Nationalökonomie in Gießen, Heidelberg und Marburg. Während seines Studiums wurde er 1831 Mitglied der Alten Gießener Burschenschaft Germania und 1832 der Alten Heidelberger Burschenschaft/Franconia. 1833 betätigte er sich als Fluchthelfer für die am Frankfurter Wachensturm beteiligten Burschenschafter, weshalb er selbst einige Zeit untertauchen musste und später in Hessen-Darmstadt von der Beamtenlaufbahn ausgeschlossen wurde.
Ab 1835 ging er in den kurhessischen Staatsdienst, machte sein Staatsexamen und wurde Regierungsreferendar beim Obersteuerkollegium in Kassel. 1836 ging er als Referendar zur Regierung nach Hanau, wurde 1842 Kreissekretär in Hersfeld und ging 1847 zum Kreis Ziegenhain, wo er Landrat wurde. Dann kam er strafversetzt nach Eschwege und ging 1851 nach Frankfurt am Main, wo er eng mit Bismarck zusammenarbeitete. 1862 kam er als Regierungssekretär in Marburg wieder in den kurhessischen Staatsdienst. 1866 wurde er Mitglied der Eisenbahndirektion in Kassel. Er wurde Regierungsrat und ging 1874 bei der Verlegung der Direktion nach Frankfurt am Main. 1882 ging er in den Ruhestand, den er in Darmstadt verbrachte.